# فلوكا
فلوكا (بالإنجليزية:فلوكا) عبارة عن حزمة محاكاة مونت كارلو شبه متكاملة ومغلقة المصدر للتفاعل ونقل الجسيمات والنوى في المادة ذات قابلية التوسع المحدودة. تستعمل فلوكا في العديد من التطبيقات في فيزياء الجسيمات، والفيزياء التجريبية عالية الطاقة والهندسة، والدرع، وتصميم الكاشف والتلسكوب، ودراسات الأشعة الكونية، وقياس الجرعات،  والفيزياء الطبية، وعلم الأحياء الإشعاعي. هناك خط حديث من مخاوف التطوير العلاج بالهادرون. 
يتوفر فلوكا في شكل مكتبة كائنات مجمعة مسبقًا لعدد من منصات الكمبيوتر. شفرة المصدر متاحة وفقًا للشروط المحددة في ترخيص فلوكا. بدائل فلوكا هي GEANT4 و MCNP و PHITS.
تم تطوير فلوكا باستخدام لغة فورتران. في نظام لينكس ، يعد برنامج التحويل البرمجي g77 ضروريًا في الوقت الحالي لإنشاء برامج المستخدم وتشغيلها. يتوفر إصدار 64 بت تم تجميعه في GNU Fortran منذ 2011 (للإصدار 4.5).
تم تطوير واجهة مستخدم رسومية لتشغيل فلوكا تسمى Flair بواسطة سيرن باستخدام لغة بايثون البرمجية وهي متوفرة على موقع الويب الخاص بالمشروع.
البرنامج خاضع لرعاية حقوق الطبع والنشر بواسطة INFN و سيرن.
في 16 كانون الأوّل 2019، أصدرت سيرن نسختها الخاصة من  فلوكا. تم تطوير ودعم نسختين سيرن و INFN بشكل منفصل.
نُفِّذت الإصدارات المبكرة من مولد حدث هادرون فلوكا في رموز أخرى (على وجه الخصوص، GEANT3) ويجب الإشارة إليها على هذا النحو (مثل GEANT-فلوكا) وليس فلوكا. لم يعد مولد هادرونيك فلوكا في GEANT3 متطورًا منذ عام 1993 ولا يمكن مقارنته مع فلوكا الحالي المستقل. 
يتم استخدام رمز برنامج فلوكا بواسطة Epcard، وهو برنامج لمحاكاة التعرض للإشعاع على رحلات الطيران.